# Sinope (mytologi)
Sinope (grekiska: Σινώπη) var i grekisk mytologi dotter till Asopos och Metope och så vacker att Apollon förde bort henne. Han tog henne till Paflagonien vid Svarta havet, där hon födde deras son Syros efter vilken syrierna leder sitt namn. Efter henne är staden Sinope uppkallad.